# Érica Lonigro
Érica Noelia Lonigro (Rosario, 6 luglio 1994) è una calciatrice argentina, attaccante del Rosario Central e della nazionale argentina.

## Carriera

### Nazionale

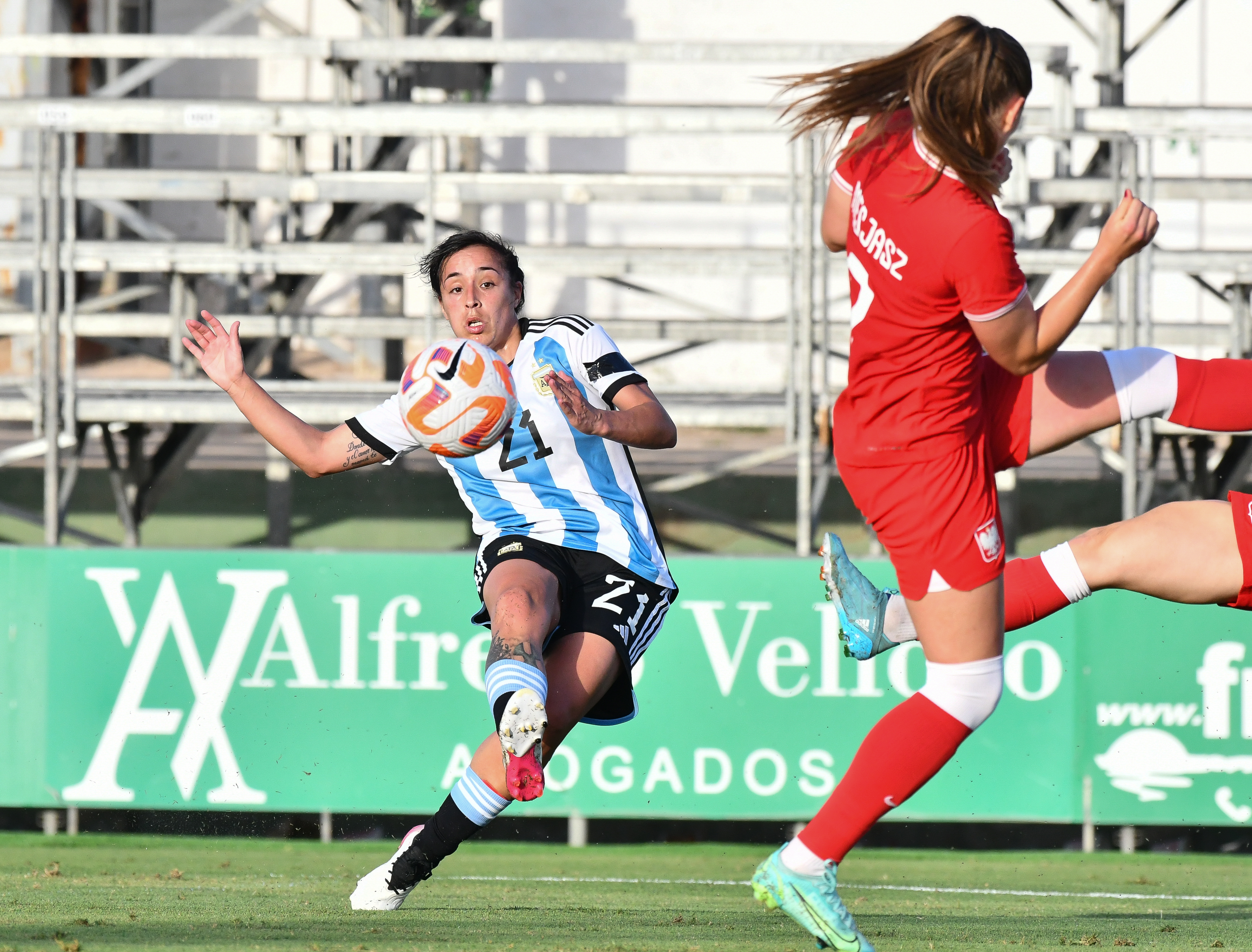
Lonigro, in maglia Albiceleste, in un'azione di gioco nell'amichevole con la del 2022.

La chiamata in nazionale arriva in una fase avanzata della sua carriera, convocata dal commissario tecnico Germán Portanova, da poco insediatosi sulla panchina della nazionale argentina, in occasione dell'amichevole con il Template:NazMB del 17 settembre 2021, dove debutta rilevando al 60' la pari ruolo Yamila Rodríguez nell'incontro perso 3-1.
L'anno seguente Portanova, dopo averla testata in alcune altre amichevoli, decide di inserirla nella lista delle 23 calciatrici che disputano la Copa América Femenina di Colombia 2022, venendo impiegata, seppure per pochi minuti a partita, in quattro dei sei incontri giocati dall'Argentina, condividendo con le compagne il percorso della sua nazionale che la vede tra le protagoniste, riuscendo alla fine, grazie alla vittoria per 3-1 sul Paraguay nella finalina per il 3º posto a guadagnarsi l'accesso diretto al Mondiale di Australia e Nuova Zelanda 2023.
Nel luglio 2023 Portanova la conferma in rosa con le 23 giocatrici in partenza per il campionato mondiale.